# Ђорђе Манијак
Ђорђе Манијак (?–1043) је био византијски генерал који се прославио својим походима против Арапа на Сицилији и на Блиском истоку.

## Биографија
Ђорђе Манијак се по први пут спомиње 1031. године када је својим смелим операцијама успео анулирати последице настале након тешког византијског пораза код Азаза годину дана раније и од Селџука преузети Едесу која ће следећих деценија бити једно од најважнијих византијских упоришта у Малој Азији. Покренуо је велики поход на Сицилију која је тада била под муслиманском влашћу. Освојио је део острва и оставио снажан утисак на своје варјашке војнике који га у скандинавским сагама описују као „дива“.
Године 1042. именован је капетаном Италије, али је његов положај дошао у опасност због сплетки Романа Склира, предводника супарничке аристократске породице из Анадолије. Он је преко своје сестре успео преокренути Ђорђа Манијака против цара Константина Мономаха. Успео је и завести његову супругу и преузети његову кућу и сва имања. Када је дошао у Италију да преузме дужност, Манијак не само што на то није пристао него га је и ухапсио, очи, уста, и нос му запушио изметом и мучио га до смрти. Након тога су га трупе прогласиле за цара па је кренуо марширати за Цариград. Код Солуна се сукобио са царском војском и у тој бици је убијен. 